# SOPHIE
O SOPHIE (Spectrographe pour l’Observation des Phénomènes des Intérieurs stellaires et des Exoplanètes, literalmente "Espectrógrafo para a observação dos fenômenos dos interiores estelares e dos exoplanetas") é um espectrógrafo échelle de alta resolução instalado no telescópio refletor de 1,93 metros do Observatório de Haute-Provence, localizado no sudeste da França. O objetivo deste instrumento é a asterosismologia e detecção de planeta extrassolar pelo método da velocidade radial. Baseia-se e substituiu o espectrógrafo mais velho ELODIE. Este instrumento disponível para o uso foi feito pela comunidade astronômica geral em outubro de 2006.